# Рурал-Веллі (Пенсільванія)
Рурал-Веллі (англ. Rural Valley) — місто (англ. borough) в США, в окрузі Армстронг штату Пенсільванія. Населення — 826 осіб (2020).

## Географія
Рурал-Веллі розташований за координатами 40°47′57″ пн. ш. 79°18′54″ зх. д. / 40.79917° пн. ш. 79.31500° зх. д. (40.799109, -79.314947).  За даними Бюро перепису населення США в 2010 році місто мало площу 5,47 км², уся площа — суходіл.

## Демографія
Згідно з переписом 2010 року, у селищі мешкало 876 осіб у 385 домогосподарствах у складі 245 родин. Густота населення становила 160 осіб/км².  Було 431 помешкання (79/км²).
Расовий склад населення:
| - 99,2 % — білих - 0,2 % — корінних американців - 0,2 % — чорних або афроамериканців |

До двох чи більше рас належало 0,3 %. Частка іспаномовних становила 0,5 % від усіх жителів.
За віковим діапазоном населення розподілялося таким чином: 21,1 % — особи молодші 18 років, 59,7 % — особи у віці 18—64 років, 19,2 % — особи у віці 65 років та старші. Медіана віку мешканця становила 43,8 року. На 100 осіб жіночої статі у селищі припадало 88,4 чоловіків;  на 100 жінок у віці від 18 років та старших — 88,3 чоловіків також старших 18 років.
Середній дохід на одне домашнє господарство  становив 55 050 доларів США (медіана — 46 429), а середній дохід на одну сім'ю — 64 181 долар (медіана — 62 750). Медіана доходів становила 47 375 доларів для чоловіків та 34 688 доларів для жінок. За межею бідності перебувало 14,5 % осіб, у тому числі 23,2 % дітей у віці до 18 років та 9,7 % осіб у віці 65 років та старших.
Цивільне працевлаштоване населення становило 369 осіб. Основні галузі зайнятості: освіта, охорона здоров'я та соціальна допомога — 30,4 %, виробництво — 11,1 %, транспорт — 9,8 %.